# Sparbankernas sammanslutning
Sparbankernas sammanslutning (finska: Säästöpankkien yhteenliittymä) och de företag som hör till sammanslutningen bildar en enligt sammaslutningslagen ekonomisk helhet i Finland i vilken Sparbanksförbundet anl. och dess kreditinstitut har i sista hand solidariskt ansvar för varandras skulder och förpliktelser.
Till Sparbankernas sammanslutning hör Sparbanksförbundet anl., som är sammanslutningens centralinstitut, självständiga Sparbanker runtom i Finland, Sparbankernas Centralbank Finland Abp, Sp-Hypoteksbank App samt de företag som hör till dessas finansiella företagsgrupper, Sp-Fondbolag Ab och Sparbankstjänster Ab. Till Sparbankernas sammanslutning hör endast kredit- och finansinstitut eller tjänsteföretag. Företag så som Sb-Livförsäkring och Sb-Hem hör inte till Sparbankernas sammanslutning.